# Calm Down
Calm Down is een nummer van de Nigeriaanse muzikant Rema uit 2022. Het is de tweede single van zijn debuutalbum Rave & Roses.
In "Calm Down" zingt Rema over een meisje dat hij op een huisfeestje ontmoet, en waar hij verliefd op wordt. Het meisje is rustiger dan de andere vrouwen op het feest, en Rema moet zich inhouden om zelf ook kalm te blijven. Rema's verliefdheid blijkt echter niet wederzijds.
Het nummer leverde Rema een grote hit op in diverse Europese landen. Zo werd het een nummer 1-hit in de Nederlandse Top 40. Hiermee was het voor het eerst dat Rema die lijst binnenkwam, een jaar eerder behaalde hij met de single Soundgasm een notering in de Tipparade. Ook was Rema de tweede Nigeriaanse artiest met een Nederlandse nummer 1-hit, in 2016 ging Wizkid hem voor met zijn bijdrage op One Dance van Drake. In de Vlaamse Ultratop 50 kwam "Calm Down" tot de 10e positie. De single heeft in Nederland de gouden status.
Een remix van het nummer met de Amerikaanse zangeres Selena Gomez werd uitgebracht op 25 augustus 2022. De nieuwe versie bereikte nummer één in de Billboard US Afrobeats Songs-hitlijst. In de Nederlandse Top 40 behaalde de remix een dubbele nummer 1-notering met het origineel.

## Hitlijsten versie Rema

### Nederlandse Top 40
| Hitnotering: 16-07-2022 t/m 12-11-2022 | Hitnotering: 16-07-2022 t/m 12-11-2022 | Hitnotering: 16-07-2022 t/m 12-11-2022 | Hitnotering: 16-07-2022 t/m 12-11-2022 | Hitnotering: 16-07-2022 t/m 12-11-2022 | Hitnotering: 16-07-2022 t/m 12-11-2022 | Hitnotering: 16-07-2022 t/m 12-11-2022 | Hitnotering: 16-07-2022 t/m 12-11-2022 | Hitnotering: 16-07-2022 t/m 12-11-2022 | Hitnotering: 16-07-2022 t/m 12-11-2022 | Hitnotering: 16-07-2022 t/m 12-11-2022 | Hitnotering: 16-07-2022 t/m 12-11-2022 | Hitnotering: 16-07-2022 t/m 12-11-2022 | Hitnotering: 16-07-2022 t/m 12-11-2022 | Hitnotering: 16-07-2022 t/m 12-11-2022 | Hitnotering: 16-07-2022 t/m 12-11-2022 | Hitnotering: 16-07-2022 t/m 12-11-2022 | Hitnotering: 16-07-2022 t/m 12-11-2022 | Hitnotering: 16-07-2022 t/m 12-11-2022 | Hitnotering: 16-07-2022 t/m 12-11-2022 |
| Week:                                  | 1                                      | 2                                      | 3                                      | 4                                      | 5                                      | 6                                      | 7                                      | 8                                      | 9                                      | 10                                     | 11                                     | 12                                     | 13                                     | 14                                     | 15                                     | 16                                     | 17                                     | 18                                     |                                        |
| -------------------------------------- | -------------------------------------- | -------------------------------------- | -------------------------------------- | -------------------------------------- | -------------------------------------- | -------------------------------------- | -------------------------------------- | -------------------------------------- | -------------------------------------- | -------------------------------------- | -------------------------------------- | -------------------------------------- | -------------------------------------- | -------------------------------------- | -------------------------------------- | -------------------------------------- | -------------------------------------- | -------------------------------------- | -------------------------------------- |
| Positie:                               | 23                                     | 16                                     | 10                                     | 4                                      | 2                                      | 2                                      | 1                                      | 1                                      | 1                                      | 1                                      | 2                                      | 2                                      | 4                                      | 10                                     | 13                                     | 18                                     | 28                                     | 36                                     | uit                                    |

### NederlandseSingle Top 100
| Hitnotering: 16-04-2022 tot heden | Hitnotering: 16-04-2022 tot heden | Hitnotering: 16-04-2022 tot heden | Hitnotering: 16-04-2022 tot heden | Hitnotering: 16-04-2022 tot heden | Hitnotering: 16-04-2022 tot heden | Hitnotering: 16-04-2022 tot heden | Hitnotering: 16-04-2022 tot heden | Hitnotering: 16-04-2022 tot heden | Hitnotering: 16-04-2022 tot heden | Hitnotering: 16-04-2022 tot heden | Hitnotering: 16-04-2022 tot heden | Hitnotering: 16-04-2022 tot heden | Hitnotering: 16-04-2022 tot heden | Hitnotering: 16-04-2022 tot heden | Hitnotering: 16-04-2022 tot heden | Hitnotering: 16-04-2022 tot heden | Hitnotering: 16-04-2022 tot heden | Hitnotering: 16-04-2022 tot heden | Hitnotering: 16-04-2022 tot heden | Hitnotering: 16-04-2022 tot heden |
| Week:                             | 1                                 | 2                                 | 3                                 | 4                                 | 5                                 | 6                                 | 7                                 | 8                                 | 9                                 | 10                                | 11                                | 12                                | 13                                | 14                                | 15                                | 16                                | 17                                | 18                                | 19                                | 20                                |
| --------------------------------- | --------------------------------- | --------------------------------- | --------------------------------- | --------------------------------- | --------------------------------- | --------------------------------- | --------------------------------- | --------------------------------- | --------------------------------- | --------------------------------- | --------------------------------- | --------------------------------- | --------------------------------- | --------------------------------- | --------------------------------- | --------------------------------- | --------------------------------- | --------------------------------- | --------------------------------- | --------------------------------- |
| Positie:                          | 98                                | 93                                | 86                                | 85                                | 74                                | 75                                | 59                                | 64                                | 66                                | 54                                | 45                                | 23                                | 20                                | 13                                | 5                                 | 2                                 | 1                                 | 1                                 | 1                                 | 2                                 |
| Week:                             | 21                                | 22                                | 23                                | 24                                | 25                                | 26                                | 27                                | 28                                | 29                                | 30                                | 31                                | 32                                | 33                                | 34                                | 35                                | 36                                | 37                                | 38                                | 39                                | 40                                |
| Positie:                          | 2                                 | 1                                 | 1                                 | 1                                 | 2                                 | 2                                 | 1                                 | 2                                 | 3                                 | 4                                 | 7                                 | 7                                 | 10                                | 10                                | 13                                | 22                                | 27                                | 36                                | 11                                | 13                                |
| Week:                             | 41                                | 42                                | 43                                | 44                                | 45                                | 46                                | 47                                | 48                                | 49                                | 50                                | 51                                | 52                                | 53                                | 54                                | 55                                | 56                                | 57                                | 58                                | 59                                | 60                                |
| Positie:                          | 19                                | 20                                | 15                                | 21                                | 19                                | 17                                | 16                                | 19                                | 20                                | 18                                | 17                                | 15                                | 15                                | 17                                | 22                                | 24                                | 23                                | 29                                | 26                                | 24                                |
| Week:                             | 61                                | 62                                | 63                                | 64                                | 65                                | 66                                | 67                                | 68                                | 69                                | 70                                |                                   |                                   |                                   |                                   |                                   |                                   |                                   |                                   |                                   |                                   |
| Positie:                          | 26                                | 24                                | 23                                | 24                                | 31                                | 28                                | 35                                | 35                                | 36                                | 34                                |                                   |                                   |                                   |                                   |                                   |                                   |                                   |                                   |                                   |                                   |

### VlaamseUltratop 50
| Hitnotering (week 1 t/m 25): 09-07-2022 t/m 24-12-2022 Hitnotering (week 26): 07-01-2023 | Hitnotering (week 1 t/m 25): 09-07-2022 t/m 24-12-2022 Hitnotering (week 26): 07-01-2023 | Hitnotering (week 1 t/m 25): 09-07-2022 t/m 24-12-2022 Hitnotering (week 26): 07-01-2023 | Hitnotering (week 1 t/m 25): 09-07-2022 t/m 24-12-2022 Hitnotering (week 26): 07-01-2023 | Hitnotering (week 1 t/m 25): 09-07-2022 t/m 24-12-2022 Hitnotering (week 26): 07-01-2023 | Hitnotering (week 1 t/m 25): 09-07-2022 t/m 24-12-2022 Hitnotering (week 26): 07-01-2023 | Hitnotering (week 1 t/m 25): 09-07-2022 t/m 24-12-2022 Hitnotering (week 26): 07-01-2023 | Hitnotering (week 1 t/m 25): 09-07-2022 t/m 24-12-2022 Hitnotering (week 26): 07-01-2023 | Hitnotering (week 1 t/m 25): 09-07-2022 t/m 24-12-2022 Hitnotering (week 26): 07-01-2023 | Hitnotering (week 1 t/m 25): 09-07-2022 t/m 24-12-2022 Hitnotering (week 26): 07-01-2023 | Hitnotering (week 1 t/m 25): 09-07-2022 t/m 24-12-2022 Hitnotering (week 26): 07-01-2023 | Hitnotering (week 1 t/m 25): 09-07-2022 t/m 24-12-2022 Hitnotering (week 26): 07-01-2023 | Hitnotering (week 1 t/m 25): 09-07-2022 t/m 24-12-2022 Hitnotering (week 26): 07-01-2023 | Hitnotering (week 1 t/m 25): 09-07-2022 t/m 24-12-2022 Hitnotering (week 26): 07-01-2023 | Hitnotering (week 1 t/m 25): 09-07-2022 t/m 24-12-2022 Hitnotering (week 26): 07-01-2023 |
| Week:                                                                                    | 1                                                                                        | 2                                                                                        | 3                                                                                        | 4                                                                                        | 5                                                                                        | 6                                                                                        | 7                                                                                        | 8                                                                                        | 9                                                                                        | 10                                                                                       | 11                                                                                       | 12                                                                                       | 13                                                                                       | 14                                                                                       |
| ---------------------------------------------------------------------------------------- | ---------------------------------------------------------------------------------------- | ---------------------------------------------------------------------------------------- | ---------------------------------------------------------------------------------------- | ---------------------------------------------------------------------------------------- | ---------------------------------------------------------------------------------------- | ---------------------------------------------------------------------------------------- | ---------------------------------------------------------------------------------------- | ---------------------------------------------------------------------------------------- | ---------------------------------------------------------------------------------------- | ---------------------------------------------------------------------------------------- | ---------------------------------------------------------------------------------------- | ---------------------------------------------------------------------------------------- | ---------------------------------------------------------------------------------------- | ---------------------------------------------------------------------------------------- |
| Positie:                                                                                 | 49                                                                                       | 39                                                                                       | 13                                                                                       | 20                                                                                       | 17                                                                                       | 18                                                                                       | 18                                                                                       | 15                                                                                       | 10                                                                                       | 12                                                                                       | 10                                                                                       | 14                                                                                       | 14                                                                                       | 13                                                                                       |
| Week:                                                                                    | 15                                                                                       | 16                                                                                       | 17                                                                                       | 18                                                                                       | 19                                                                                       | 20                                                                                       | 21                                                                                       | 22                                                                                       | 23                                                                                       | 24                                                                                       | 25                                                                                       |                                                                                          | 26                                                                                       |                                                                                          |
| Positie:                                                                                 | 15                                                                                       | 17                                                                                       | 23                                                                                       | 26                                                                                       | 31                                                                                       | 30                                                                                       | 38                                                                                       | 41                                                                                       | 44                                                                                       | 48                                                                                       | 50                                                                                       | uit                                                                                      | 36                                                                                       | uit                                                                                      |